# Suboptimalisatie
Met suboptimalisatie wordt in de bedrijfskundige benadering een eenzijdige verbetering binnen een project/proces/bedrijf bedoeld.

## Achtergrond
Door suboptimalisatie zullen afdelingen binnen een bedrijf (of deelprocessen binnen een totaalproces) vooral hun aandacht richten op de gang van zaken binnen hun afdeling. Alle managementsinspanninigen zullen er op gericht zijn om de werkwijze binnen deze afdeling optimaal te laten verlopen. Dat hierdoor de manier van werken in andere afdelingen (binnen hetzelfde bedrijf) worden verstoord valt buiten het zichtsveld en/of de verantwoording van deze afdeling.
Op deze wijze belemmeren de afzonderlijke afdelingen elkaars werk en kunnen ze (binnen hetzelfde bedrijf) zelfs elkaars concurrent worden. Dit zal altijd ten koste gaan van het totale bedrijfsresultaat of de geleverde kwaliteit.

Bovendien zal de interne strijd om het eigen-gelijk veel onderlinge frustraties opleveren.

Ook in het geval van slechte afstemming tussen twee organisaties die vaak met elkaar (moeten) samenwerken, kun je van sub-optimalisatie spreken. Immers ieder voor zich heeft zijn zaakjes wel (TE goed) voor elkaar, wat het begrip voor elkaars werkwijze en problemen beperkt.

## Oplossing
De oplossing voor dit fenomeen moet niet gezocht worden in het voeren van meer toezicht of meer procedures van bovenaf.

Beter is het om eens bij elkaar in de keuken te gaan kijken en zo te werken aan meer begrip voor elkaars werkwijze en problemen.

Ook door te werken aan bewustwording omtrent de begrippen synergie  en samenwerking.